# Melinda Hanaoui
Melinda Hanaoui (ur. 18 marca 1990 w Bouïra) – algierska siatkarka, grająca jako przyjmująca. Obecnie występuje w drużynie Stella Étoile Sportive Calais.